# Lourency
Lourency do Nascimento Rodrigues (João Lisboa, 2 gennaio 1996) è un calciatore brasiliano, attaccante del Khor Fakkan.

## Caratteristiche tecniche
È un centravanti.

## Carriera
Cresciuto nel settore giovanile della Chapecoense, ha esordito in prima squadra il 30 gennaio 2016 in occasione del match del Campionato Catarinense vinto 2-1 contro l'Inter de Lages.
Il 28 novembre 2016 si è salvato dalla tragedia del Volo LaMia 2933 che ha coinvolto la Chapecoense in quanto non convocato per la gara contro l'Atlético Nacional.

## Palmarès

### Competizioni internazionali
- Coppa Sudamericana: 1

Chapecoense: 2016

### Competizioni statali
- Campionato Catarinense: 2

Chapecoense: 2016, 2017